# Maladera lignicolor
Maladera lignicolor är en skalbaggsart som beskrevs av Leon Fairmaire 1887. Maladera lignicolor ingår i släktet Maladera och familjen Melolonthidae. Inga underarter finns listade i Catalogue of Life.